# 伊藤彰 (漫画家)
伊藤 彰（いとう あきら）は、日本の漫画家。株式会社AKR（エーケーアール）代表。おもにトレーディングカードゲームを題材とした作品を手がけている。

## 来歴
愛知県愛西市下一色町出身。漫画家である高橋和希のアシスタントとして、スタジオ・ダイスに所属した。その後、高橋が『週刊少年ジャンプ』で連載していた『遊☆戯☆王』のアナザーストーリーを手がけることになる。高橋の原案・監修の下、『Vジャンプ』にて『遊☆戯☆王R』を連載する。2004年6月号から2008年2月号まで、足かけ4年にわたって連載した。単行本化もなされているが、『Vジャンプ』連載作品にもかかわらず、「Vジャンプブックス」ではなく「ジャンプ・コミックス」より発刊されている。
その後、『カードファイト!! ヴァンガード』の漫画を手がけることになり、再びトレーディングカードゲームを題材とした作品に携わることとなった。『ケロケロエース』の2011年1月号より連載を開始した。また、『カードファイト!! ヴァンガード』は、『月刊コンプエース』にも再録されることになり、2011年2月号より連載されている。2013年9月からは新創刊の『月刊ブシロード』へ連載が移籍。『カードファイト!! ヴァンガード』はアニメーション化もなされており、伊藤の名は原作としてクレジット表記されている。

## 人物
東京おもちゃショー
2010年7月に開催された東京おもちゃショーでは、伊藤の描いた漫画版『カードファイト!! ヴァンガード』の第1話がパネル化され、ブシロードのブースにて特別に展示された。会場には、「ヴァンガードプロジェクト」の製作総指揮・原案を務める木谷高明らとともに、伊藤も来場した。
中日ドラゴンズ
2011年5月7日、中日ドラゴンズ対読売巨人軍の試合にて、伊藤が始球式に登場している。

## 作品リスト

### 漫画
- 遊☆戯☆王R（2004年 - 2008年） - 漫画
- カードファイト!! ヴァンガード（2010年 - 2017年） - 漫画
- カードファイト!! ヴァンガード外伝 光の剣士（2013年） - 原案
- カードファイト!! ヴァンガード オリジナル#0（2014年） - 漫画
- カードファイト!! ヴァンガードG（2014年 - 2015年） - 漫画
- カードファイト!! ヴァンガードG ストライドジェネレーション（2015年 - 2019年） - 原作
- カードファイト!! ヴァンガード ターナバウト（2020年 - ） - ネーム原作
- くれいずぅ クレイわんぱく冒険記（2021年 - ） - 原作
- カードファイト!! ヴァンガード YouthQuake（2022年[7] - ） - シリーズ原案[8]

### テレビアニメ
- カードファイト!! ヴァンガード（2011年 - 2012年） - 原作
- カードファイト!! ヴァンガード アジアサーキット編（2012年 - 2013年） - 原作
- カードファイト!! ヴァンガード リンクジョーカー編（2013年 - 2014年） - 原作
- カードファイト!!ヴァンガードレギオンメイト編（2014年） - 原作
- カードファイト!!ヴァンガードG（2014年 - 2015年） - 原作
- カードファイト!! ヴァンガードG ギアースクライシス編（2015年 - 2016年） - 原作
- カードファイト!! ヴァンガードG ストライドゲート編（2016年） - 原作
- カードファイト!! ヴァンガードG NEXT（2016年 - 2017年） - 原作
- カードファイト!! ヴァンガードG Z（2017年 - 2018年） - 原作
- カードファイト!! ヴァンガード（2018年 - 2020年） - 原作
- カードファイト!! ヴァンガード外伝 イフ-if-（2020年） - 原作
- カードファイト!! ヴァンガード overDress（2021年） - 原作

### Webアニメ
- 愛西市“イメージして…”PRショートアニメ（2017年11月2日） - 原案[9]

### カードゲーム
- カードファイト!! ヴァンガード - イラスト

### キャラクターデザイン
- 愛西市ふるさと応援寄附金オリジナルキャラクター「あいさいちゃん」[10]

## 関連人物
- 木谷高明
- 高橋和希